# Христо Манолов (Клепушна)
Вижте пояснителната страница за други личности с името Христо Манолов.
Христо Петров Манолов е български революционер, деец на Вътрешната македоно-одринска революционна организация.

## Биография
Манолов е роден в зъхненското село Клепушна в 1873 година. Занимава се с търговия. Влиза във ВМОРО в 1899 година. Първоначално подпомага организацията като куриер, а по-късно става селски войвода и ръководител на революционния комитет в Клепушна до 1912 година.